# Політична історія України XXI століття (хронологічна таблиця)

## 2000-ні
1999
- Початок другого президентства Кучми
- Формування Уряду Віктора Ющенка

2000
- «Кучмагейт»
- Касетний скандал
- Справа Ґонґадзе.

2001
- Катастрофа Ту-154 над Чорним морем
- Сформовано Уряд Анатолія Кінаха

2002
- Парламентські вибори в Україні 2002
- Сформовано Перший уряд Віктора Януковича
- Місцеві вибори в Україні 2002
- Початок протестів Повстань, Україно!

2003
- Конфлікт щодо острова Тузла

2004
- Вибори Президента України 2004
- Помаранчева революція

2005
- Інавгурація Віктора Ющенка на посаду Президента України
- Формування нового уряду на чолі з прем'єр-міністром Ю.Тимошенко, розпуск уряду того ж року
- Початок серії газових конфліктів між Україною та Росією
- Сформовано Уряд Юрія Єханурова

2006
- Парламентські вибори в Україні
- Коаліціада в Україні 2006
- Місцеві вибори в Україні 2006
- Підписано Універсал національної єдності
- Створення другий уряд Януковича

2007
- Політична криза в Україні 2007
- Парламентські вибори 2007 року
- Становлення уряду Юлії Тимошенко вдруге.

2008
- Політична криза в Україні 2008
- Початок кампанії "НАТО — ні!" прокремлівського спрямування регіональними й комуністичними силами у Верховній Раді України.
- Російсько-грузинська війна — Україна стала на боці територіальної цілісності й збереження незалежності Грузії. Одна з єдиних країн тодішнього СНД, хто засудила російське вторгнення у Грузію.
- Економічна криза у світі, зокрема в Україні.

2009
- Президент Ющенко у Чигирині відкрив відбудовану резиденцію Богдана Хмельницького.

## 2010-ті
2010
- Президент Ющенко присвоїв провіднику ОУН Степану Бандері звання Героя України
- Вибори Президента України 2010, феномен «тушок» в українському парламентаризмі.
- Сформовано Перший уряд Миколи Азарова
- Підписано Харківські угоди
- Місцеві вибори в Україні 2010

2012
- Парламентські вибори в Україні 2012
- Сформовано Другий уряд Миколи Азарова

2013
- Угода про асоціацію між Україною та ЄС не була підписана, як вказано з погляду влади, за невигідних економічних, для України, міркувань
- Єврореволюція в Україні.
- Повторні вибори народних депутатів України 2013

2014
- Незаконна анексія Криму Російською Федерацією
- Після відсторонення у парламенті Президента України В.Януковича, в.о. президента обрано Турчинова.
- Вибори Президента України 2014,
- Початок Війни на сході України
- На довиборах до Верховної Ради, попередньо оголошених опозицією, «п'яти проблемних округах», лише по одному переміг опозиційний кандидат. Застосовувалося відверте маніпулювання фактами, також в хід йшла відкрита агітація у день голосування; оформлення «агітаторів» та видача грошей за списками була задокументована активістами.
- «Ручне» голосування диктаторсько-«екстремістських» законів на чолі з Олійником-Колесніченком. Явище парламентаризму, органічно пов'язане з «тушками».
- Місцеві вибори в Україні 2014

2015
- Підписано Мінськ-2
- Місцеві вибори в Україні 2015

2018
- Інцидент у Керченській протоці

2019
- Вибори Президента України 2019
- Парламентські вибори в Україні 2019

## 2020-ті роки
2022
- Вторгнення РФ на територію України з метою встановити концепцію "руського миру".
- Провал російських наступів на півночі України, відхід російських військ
- Харківський контрнаступ (2022)
- Російська Спроба анексії окупованих територій України (2022)
- Визволення Херсона, Херсонський контрнаступ (2022)

2023
- Український контрнаступ на півдні України
- Початок спроб блокади кордону з Польщею

2024
- Курська операція ЗСУ

2025.
- Нарешті полетіла ракета на Марс

2026.
- Повномасштабна війна Росії проти України закінчилася.